# Bảo tàng Sống về Bánh mì gừng ở Toruń
Bảo tàng Sống về Bánh mì gừng ở Toruń (tiếng Ba Lan: Żywe Muzeum Piernika w Toruniu) là một bảo tàng tương tác nằm ở thị trấn thời Trung cổ của Toruń, Ba Lan, nổi tiếng với món bánh mì gừng Toruń. Cụ thể, bảo tàng nằm trong một kho thóc đầu thế kỷ 19 tọa lạc ở phía nam của khu phức hợp Phố Cổ, tại số 9 Phố Rabiańska. Bảo tàng là một phần của truyền thống bánh mì gừng vẫn còn tồn tại trong thị trấn.

## Lược sử hình thành
Bảo tàng Sống về Bánh mì gừng ở Toruń được thành lập vào năm 2006 theo sáng kiến của Elżbieta và Andrzej Olszewski nhằm tạo ra một nơi tổ chức các buổi biểu diễn kết hợp với hội thảo về cách làm bánh mì gừng truyền thống.
Khách tham quan sẽ tham gia vào một buổi biểu diễn tương tác. Chương trình bao gồm hai phần: khách tham quan đầu tiên được xem cách làm bột nhào vào thời Trung cổ, họ cũng tham gia sản xuất bột bằng cách sử dụng cối xay. Sau khi đã có bột, mọi người sẽ tự làm bánh mì gừng bằng khuôn nướng truyền thống. Trong suốt toàn bộ chương trình, khách tham quan được một bậc thầy làm bánh và những người thợ thủ công hướng dẫn.

## Sự kiện thú vị
Năm 2016, Bảo tàng Sống về Bánh mì gừng xác lập Kỷ lục Ba Lan ở nội dung chiếc bánh mì gừng hình trái tim lớn nhất. Chiếc bánh trái tim rộng 12 mét vuông và nặng 238 kg. Những cư dân của Toruń cũng tham gia phá kỷ lục, họ nướng bánh, đổ sô-cô-la lên và cuối cùng là giúp tiêu thụ món bánh khổng lồ này.